# Гёте, Иоганн Каспар
Иоганн Каспар Гёте (нем. Johann Caspar Goethe; 31 июля 1710, Франкфурт-на-Майне — 25 мая 1782, Франкфурт-на-Майне) — немецкий юрист, королевский советник кайзера Священной Римской империи. Его сын Иоганн Вольфганг фон Гёте считается одним из величайших немецких поэтов и авторов всех времён.

## Биография
Иоганн Каспар Гёте родился 29 июля 1710 года во Франкфурте-на-Майне в семье портного Фридриха Георга Гёте (1657—1730) и его второй жены Корнелии Гёте (урождённой Вальтер; 1668—1754), вдовы трактирщика Иоганнеса Шелхорна (ум. 1704). Он был самым младшим ребёнком в семье. Его отец был дважды женат, первым браком он был женат на Анне Элизабет Лутц (1667—1700), дочери бюргера Себастьяна Лутца (ум. 1701), от которой у него было пятеро детей. Он посещал Казимирианум в Кобурге с 1725 по 1730 год. С 1730 года он изучал право в Гисене, а с 1731 года — в Лейпциге.
В 1739 году он, в свою очередь, получил степень доктора обоих прав в Гисене, а затем работал в Имперском камеральном суде в Вецларе. С 1740 по 1741 год он совершил образовательную поездку в Италию и написал об этом книгу путешествий на итальянском языке (Viaggio per I’Italia). В конце 1741 года Гёте вернулся во Франкфурт, где с 1733 года он вместе со своей овдовевшей матерью владел двумя фахверковыми домами, примыкающими друг к другу, на Гросер Хиршграбен. Он претендовал на политическую должность во Франкфурте-на-Майне, но ему было отказано, потому что его старший единокровный брат Герман Якоб Гёте (1697—1761) уже был членом совета, а прямым родственникам было запрещено занимать должности в том же городском совете.
16 мая 1742 года он получил титул действительного императорского советника при императоре Карле VII примерно за 300 флоринов, который во время своего своего правления долгое жил во Франкфурте. Затем Гёте остался во Франкфурте и с тех пор жил как частное лицо, поскольку доходы от его состояния позволяли ему вести домашнее хозяйство в соответствии со статусом, и ему не нужно было зарабатывать себе на жизнь. За исключением нескольких поездок в близлежащие районы, он больше никогда не покидал пределы города.
20 августа 1748 года в Екатериненкирхе он женился на Катарине Элизабет Текстор (1731—1808), старшей дочери городского старшины Иоганна Вольфганга Текстора (1693—1771) и его жены Анны Маргареты Текстор (урождённой Линдхаймер; 1711—1783), дочери юриста Корнелиуса Линдхаймера (1671—1722) и его жены Элизабет Катарины Линдхаймер (урождённой Сейп; 1680—1759). Церемонию бракосочетания совершил священник церкви Святой Екатерины Иоганн Филипп Фрезениус, друг семьи. С тех пор он посвятил себя исключительно свои частным занятиям, созданию коллекции драгоценных книг и произведений искусства и воспитанию детей. Старший сын Иоганн Вольфганг родился 28 августа 1749 года. За ним последовали ещё пятеро детей, из которых только Корнелия, родившаяся в 1750 году, дожила до совершеннолетия, она была замужем за писателем Иоганном Георгом Шлоссером (1739—1799).
После смерти своей матери 1 апреля 1754 года Гёте перестроил дома в Большом Хиршграбене в просторное новое здание с 20 комнатами и представительной лестницей, смоделированной по образцу императорской лестницы в римском стиле. В новом доме было достаточно места для книг и коллекций Гёте. Согласно справочнику, составленному по случаю его аукциона в 1795 году, библиотека насчитывала около 2000 томов, включая юридические и исторические труды, древнюю и современную литературу на нескольких языках, описания путешествий, а также богословские труды и назидательную литературу. Коллекция картин состояла исключительно из современных работ франкфуртских художников; справочника коллекции не сохранилось. Кроме того, Гёте, как и его сын позже, собирал гипсовые слепки античных пластиков, а также минералов.
В 1759 году французские войска оккупировали Франкфурт в ходе Семилетней войны. Комендант города граф Торанк поселился в доме Гёте на несколько месяцев. Отношения были натянутыми, поскольку Гёте не только воспринимал расквартирование как преследование, но был и сторонником Пруссии, противника Франции в войне. В страстную пятницу 1759 года, после победоносной для французов битвы при Бергене, на лестничной клетке произошла ссора. Только благодаря посредничеству своей жены Гёте избежал того, чтобы его бросили в тюрьму. Примерно с 1770 года он все больше терял умственные способности и постепенно стал нуждаться в уходе.
В 1779 году у него случился первый инсульт, за которым последовал второй в октябре 1780 года. С тех пор Иоганн Каспар Гёте был полностью парализован и умер 25 мая 1782 года в возрасте 71 года. Его могила находится в Петеркирхофе во Франфурте-на-Майне. Он оставил своему сыну значительное состояние в размере около 90 000 флоринов.

## Братья и сёстры
У Иоганна Каспара Гёте было пятеро старших сводных братьев и сестёр от первого брака его отца, а также у него было ещё трое родных братьев и сестёр от второго брака его отца:

### От первого брака его отца
- Бартоломеус Гёте (1688—1696)
- Иоганн Михаэль Гёте (1690—1733)
- Иоганн Якоб Гёте (1694—1714)
- Герман Якоб Гёте (1697—1761) — в 1722 году женился на Сюзанне Элизабет Хоппе (1704―1778), имел семерых детей.
- Иоганн Николаус Гёте (1700—1705)

### От второго брака его отца
- Анна Сибилла Гёте (1706—1706)
- Иоганн Фридрих Гёте (1708—1727)
- Иоганн Георг Гёте (1710—1761) — был женат на Элизабет Морган (род. 1712), имел двоих сыновей.